# Promet Norveške
Oblik tla i brojne prirodne prepreke otežali su razvoj cestovne i željezničke mreže u Norveškoj. Iz Osla se granaju najvažnije ceste u ukupnoj duljini od 90 000 km, no mnoge nisu asfaltirane. Sustav pomorskoga prijevoza izvrstan je i skupa sa zračnim prometom nadoknađuje manjak kopnenih puteva. Brodovi povezuju obalna mjesta i ulaze u fjordove i morske rukavce između otoka; trajekt prevoze putnike i robu kroz južne tjesnace. Matične luke trgovačke flote, koja norveška dijelom iznajmljuje drugim zemljama (uz dobru valutnu zaradu), jesu Oslo, Bergen i Trondheim.